# Joey Didulica
Joseph Anthony Didulica, mer känd som Joey Didulica, född 14 oktober 1977 i Geelong i Australien, är en kroatisk-australisk fotbollsmålvakt.
Hans far är kroat och heter Luka och hans mor är kroat-australisk och heter Mary. Hans far emigrerade till Australien från Poličnik, en stad i norra Dalmatien, cirka 10 km från Zadar.

## Karriär

### Klubblag
Didulica började spela fotboll i North Geelong Warriors. 1996 bytte han klubb till Melbourne Knights, en klubb som huvudsakligen består av australiska kroater. 1999 såldes han till Ajax, där han de första månaderna var utlånad till belgiska Germinal Beerschot. 2003 flyttade han till Österrike för att spela för Austria Wien, där han fick spela 87 matcher. Han återvände emellertid till Nederländerna och fick kontrakt med AZ Alkmaar, där han spelade sju matcher innan han fick hjärnskakning i oktober 2006 under en match mot PSV Eindhoven och blev tvungen att ta ett längre uppehåll från fotbollen. Hjärnskakningen orsakades av att han fick bollen rätt mot huvudet efter ett skott av den australiske landslagstjärnan Jason Čulina.
24 april 2006 dömde österrikiska domstolen honom till böter på 60 000 euro efter att ha sprungit in i SK Rapid Wiens Axel Lawaree i Wien-derbyt maj 2005. Didulica överklagade domen och i juni 2007 lades åtalet mot honom ner. Domstolen ansåg att han hade spelat efter bollen och att han inte hade för avsikt att orsaka skada på motståndaren.

### Landslag
2000 blev han uttagen i Australiens landslagstrupp till OS, men kunde inte vara med på grund av en skada. Han fick aldrig spela en match för Australien, så 2004 bestämde han sig för att pröva lyckan i Kroatiens landslag istället. Det berodde dels på att Australiens tränare Frank Farina inte tog ut honom till landslaget och dels på att Australien inte hade kvalificerat sig till ett världsmästerskap på 30 år.
Han gjorde sin debut för Kroatien i en vänskapsmatch mot Makedonien 28 april 2004 i Skopje och blev uttagen till EM 2004, dock som andremålvakt. Han spelade ingen match under EM.
Didulica var med i truppen under både VM-kvalet 2006 och slutspelet, men fick inte heller där spela någon match. Förstemålvakt då var Tomislav Butina, som spelade åtta av tio matcher och de andra två matcherna spelades av Stipe Pletikosa, som även spelade alla tre matcherna i slutspelet.
Didulica fick bara spela fyra matcher för Kroatien under sina två år i truppen; han stod i mål mot Makedonien, Sydkorea, Hongkong och Österrike. En månad innan VM 2006 tog slut meddelade han att han slutar med internationell fotboll, för att satsa mer på sin klubbkarriär.

## Övrigt
- Joeys äldre bror John, advokat och f.d. fotbollsspelare, är ordförande i australiska fotbollsförbundet.
- Didulica gifte sig i januari 2006 med Kate. De har nu en dotter som heter Angelina.